# Ståle Fjorden
Ståle Fjorden (* 29. August 1967) ist ein ehemaliger norwegischer Skispringer.
Fjorden, der für den Verein Byåsen IL startete, gab am 24. Januar 1987 sein Debüt im Skisprung-Weltcup. Auf der Normalschanze im japanischen Sapporo erreichte er dabei den 5. Platz. Auch auf der Großschanze am 25. Januar war er mit Platz 10 erfolgreich und konnte weitere Weltcup-Punkte gewinnen. Trotz der guten Ergebnisse waren es seine einzigen beiden Weltcup-Springen seiner Karriere. Er beendete die Weltcup-Saison 1986/87 auf dem 37. Platz in der Gesamtwertung.